# Chondrostoma scodrense
Chondrostoma scodrense ist eine vermutlich ausgestorbene Fischart aus der Gattung Chondrostoma innerhalb der Familie der Karpfenfische. Das Vorkommen war auf Montenegro und Albanien beschränkt.

## Merkmale
Chondrostoma scodrense erreichte eine Standardlänge von 135 mm. Das Maul war etwas gebogen mit einer dünnen, aber gut entwickelten hornigen Schicht an der Unterlippe. Auf dem Seitenlinienorgan befanden sich 51 bis 59 Schuppen. Die Anal- und Dorsalflossen waren an der Außenlinie etwas gewölbt. Die Anzahl der Rückflossenstrahlen betrug acht bis neun, die Anzahl der Analflossenstrahlen neun bis zehn und die Anzahl der Bauchflossenstrahlen acht. Die Brustflossen hatten 15 bis 18 Strahlen. Es gab 14 bis 17 Kiemenreusen.

## Vorkommen
Chondrostoma scodrense war im Skutarisee an der Grenze zwischen Montenegro und Albanien endemisch.

## Lebensraum und Lebensweise
Über Lebensweise und Lebensraum gibt es keine zuverlässigen Felddaten. Vergleiche mit seinem nächsten Verwandten, der Nase (Chondrostoma nasus), lassen jedoch die Vermutung zu, dass er im Frühjahr in den Rijeka Crnojevica, einem Zufluss des Skutarisees, wanderte und dort laichte.

## Status
Chondrostoma scodrense wurde 2006 von der IUCN für ausgestorben erklärt, da diese Art nur von neun Museumsexemplaren bekannt geworden ist, die Franz Steindachner zwischen August und September 1881 gesammelt hatte. Trotz intensiver Suchen in den 1980er Jahren, in den 1990er Jahren und im Jahre 2003 wurde das Taxon nicht mehr wiedergefunden. Mögliche Ursachen für das Verschwinden der Art waren Überfischung, Wasserverschmutzung und Lebensraumverlust. Steindachners Kollektion wird im Naturhistorischen Museum Wien aufbewahrt.